# Recep Tayyip Erdoğan Stadı
Das Recep Tayyip Erdoğan Stadı (auch Recep Tayyip Erdoğan Stadyumu, deutsch Recep-Tayyip-Erdoğan-Stadion) ist ein Fußballstadion im Stadtteil Beyoğlu der türkischen Stadt Istanbul. Es bietet Platz für 14.234 Menschen. Das Stadion wurde 2005 eröffnet und 2010 nach den UEFA-Kriterien umgebaut und modernisiert. Der Fußballverein Kasımpaşa Istanbul trägt in diesem Stadion seine Heimspiele aus. Die Arena wurde nach dem türkischen Staatspräsidenten Recep Tayyip Erdoğan benannt, der im Stadtviertel Kasımpaşa geboren wurde.

## Besondere Lage
Das Stadion im Stadtviertel Kasımpaşa liegt in einem sehr dicht besiedelten Gebiet und befindet sich an einem Hang. Früher umfasste das Stadion nur eine Ost- und Südtribüne. Die Nordseite grenzte direkt an eine Verkehrsstraße, die in einem 45°-Winkel auf die Nordseite des Spielfeldrandes bis auf einige wenige Meter an das Feld herankommt und dann eine 90°-Wendung macht. Dieser Umstand hatte zur Folge, dass während der Spielübertragungen an der Nordseite immer der Straßenverkehr vorbeiführte. Die Süd- und Osttribüne sind überdacht.

## Modernisierung
2010 fanden umfangreiche Renovierungen und Erweiterungen statt, sodass das Stadion fortan den UEFA-Kriterien genügt. So wurde eine unbedachte West- und Nordtribüne gebaut und Flutlichtanlage installiert. Da die Nordseite des Spielfeldrandes unmittelbar an eine Straße mit 90-Wendung angrenzt und deren Wendung unmittelbar am Spielfeldrand liegt, wurde die Nordtribüne an der Stelle teilweise ausgelassen an der diese Straße ihre Wendung hat. So ragen in die Nordtribüne ein denkmalgeschützter Baum, als Kasımpaşa-Baum bekannt, und ein Mehrfamilienhaus herein.

## Besondere Ereignisse
Während der Saison 2013/14 trug Beşiktaş Istanbul seine Heimspiele im Recep Tayyip Erdoğan Stadı aus. Ausgeschlossen waren die Partien gegen Fenerbahçe Istanbul, Galatasaray Istanbul und Trabzonspor sowie die Spiele im türkischen Pokal.

## Länderspiele
Seit Juni 2015 trugen die türkischen Fußballnationalmannschaften der Männer und der Frauen jeweils ein Länderspiel im Stadion aus.
Männer
| Mo., 8. Juni 2015, Freundschaftsspiel |   |           |           |
| Türkei                                | – | Bulgarien | 4:0 (0:0) |

Frauen
| Fr., 8. April 2016, EM-Qualifikation |   |             |           |
| Türkei                               | – | Deutschland | 0:6 (0:2) |

## Galerie

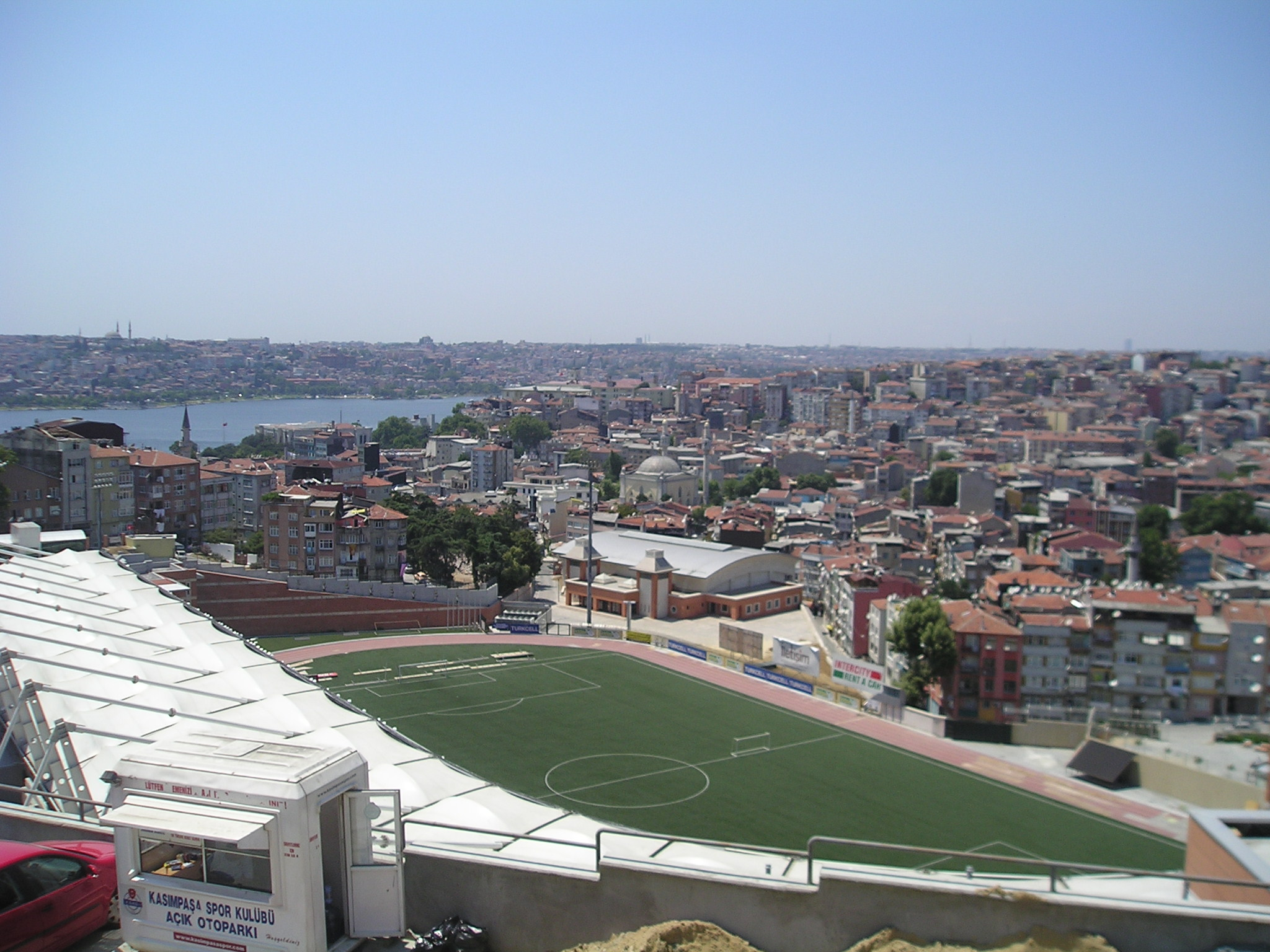
Das Stadion 2006 vor der umfangreichen Renovierungsarbeiten von 2010
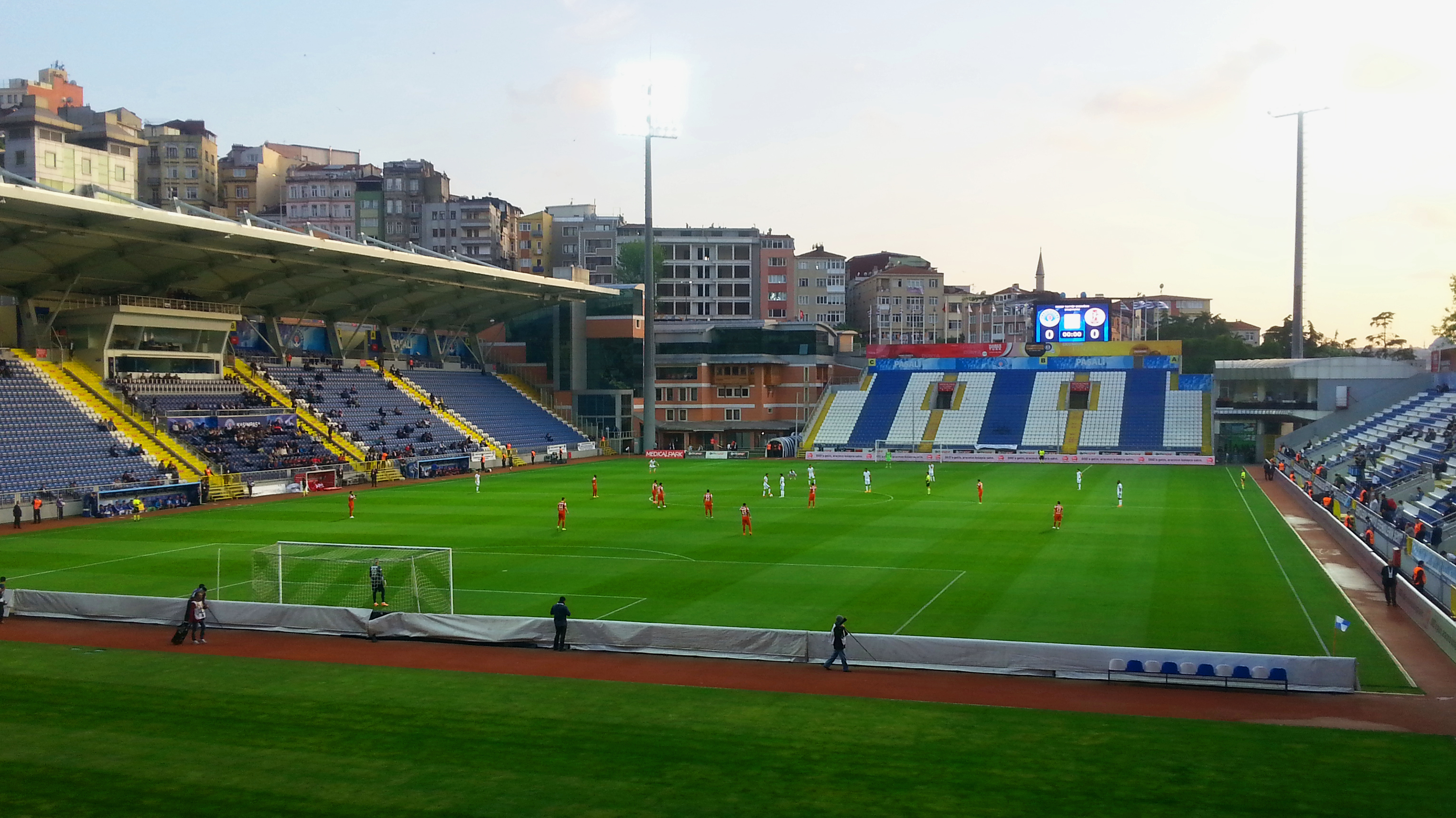
Ligaspiel vom 12. Mai 2015 zwischen Kasımpaşa Istanbul und Balıkesirspor
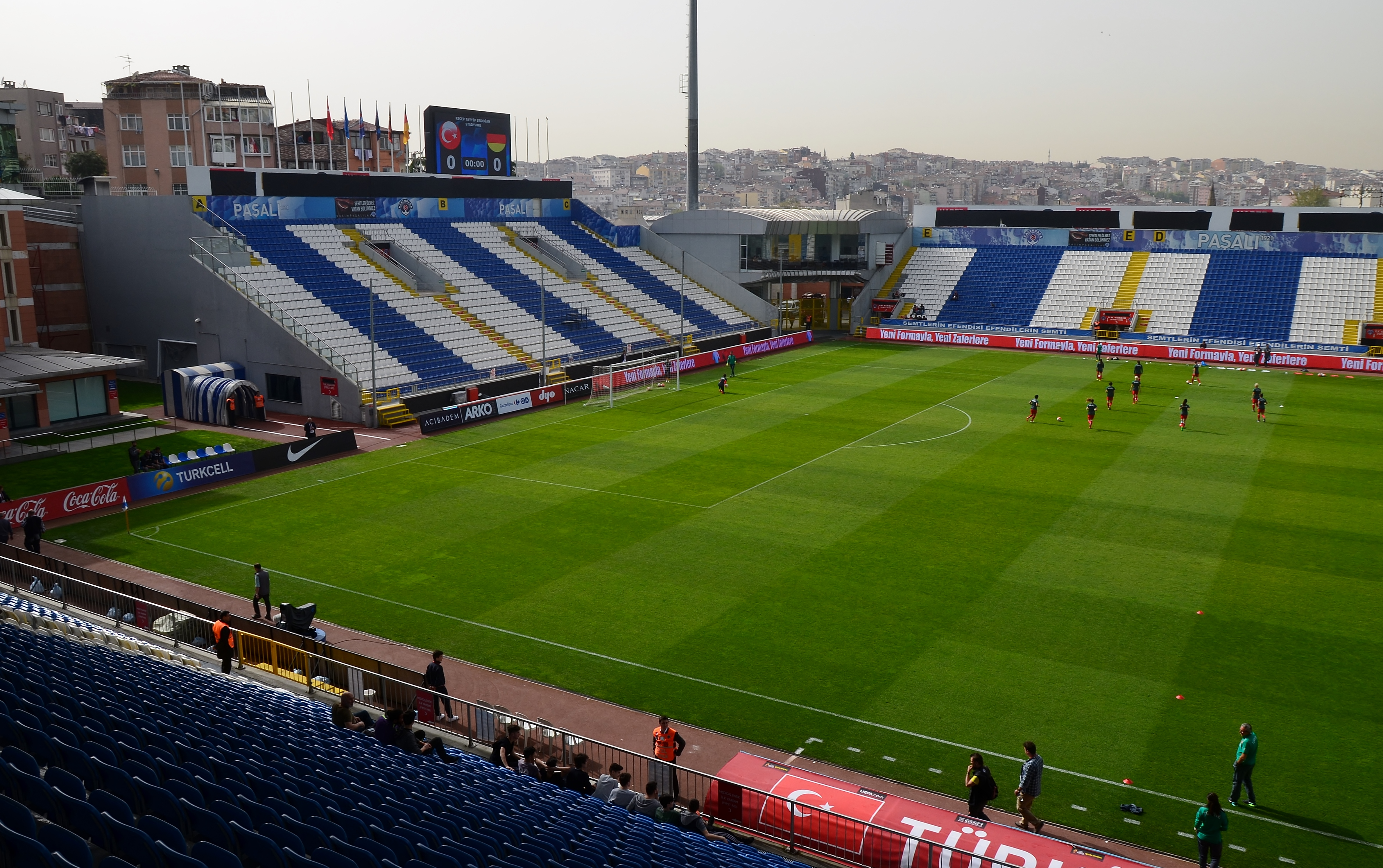
Die Ränge links der Haupttribüne (April 2016)
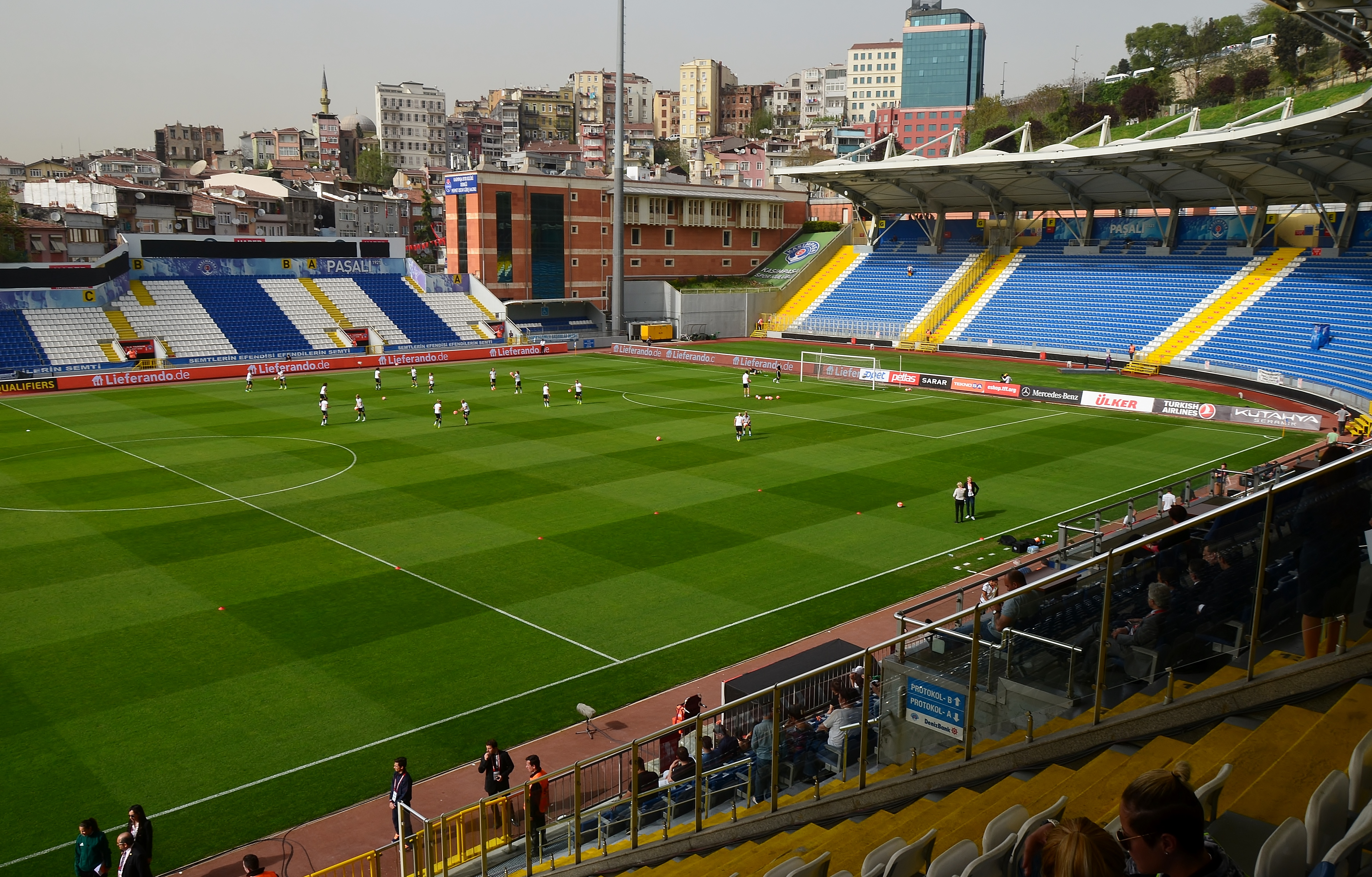
Die Ränge rechts der Haupttribüne (April 2016)